# Torre de Son Durí
La Torre de Son Durí o Torre de la Ràpita és una torre de guaita situada a la costa de sa Ràpita, al municipi de Campos, a l'illa de Mallorca. Està declarada Bé d'Interès Cultural.
Formava part d'un extens sistema de vigilància i senyalització de tota la costa mallorquina per combatre la pirateria, i tenia la funció de rebre els senyals de la torre del Port de Campos i transmetre'ls a la Torre de l'Estelella. Va ser construïda el 1595.

## Descripció
Construïda amb marès i morter, presenta dos cossos ben diferenciats: l'inferior, troncocònic i massís, amb un talús remarcat, i el superior, cilíndric i buit, amb una cambra coberta per volta de mitja esfera. El portal d'entrada condueix en aquesta cambra, i es troba a uns cinc metres d'alçada. La cambra posseeix una xemeneia, dues fornícules i un buit a la volta que permet l'accés a dalt. El terrat, originàriament, tenia tres troneres i quatre matacans, però actualment té vuit matacans repartits al llarg del parapet.

## Història
Es va construir dins la possessió de Son Durí l'any 1595, a petició del bisbe Joan Vich i Manrique de Lara, com a protecció dels atacs pirates que assotaven sovint la costa mallorquina. Formava part de la xarxa de torres de guaita que va dissenyar Joan Binimelis i Garcia, i rebia els senyals de la torre del Port de Campos i els enviava a la torre de l'Estelella perquè arribassin a l'Almudaina. La Universitat de Campos hi tenia destinats dos torrers encarregats de fer-hi les tasques de manteniment i vigilància. Situats a dalt de la torre, els torrers vigilaven l'aproximació de vaixells pirates. Dissenyada originàriament com a torre de senyals, el 1742 s'hi portà un canó de ferro que armà la torre amb artilleria pesant.
El 1867 va ser traspassada a Hisenda i venuda a un particular. Amb la construcció, a finals del segle xx, del Club Nàutic de la Ràpita, la torre deixà d'estar situada a primera línia de mar. Encara més recentment, s'hi ha construït una urbanització que ha desdibuixat completament el seu perfil fins a ocultar-la de la vista. Va ser reconstruïda per la Sociedad de Amigos de los Castillos i l'Ajuntament de Campos; durant aquesta restauració es col·locaren els matacans actuals.